# Stages (canción)
«Stages» es una canción de la banda estadounidense de rock ZZ Top, publicada como el segundo sencillo de su noveno álbum de estudio Afterburner de 1985. Llegó al puesto número 21 del Billboard Hot 100 y copó la lista Hot Mainstream Rock Tracks por dos semanas.

## Recepción
Allmusic calificó a la canción como «una estupenda obra roquera del post-new wave y que es la cosa más populosa que alguna vez cortaron».

## Lista de canciones
- Sencillo de 7" (Estados Unidos)

1. «Stages» – 3:32
2. «Can't Stop Rockin'» – 3:01

- Sencillo de 12" (Estados Unidos)

1. «Stages» (versión extendida) – 5:05
2. «Stages» – 3:32
3. «Hi Fi Mama» – 2:22

## Listas musicales
| Lista (1986)                              | Mejor posición |
| ----------------------------------------- | -------------- |
| Australia (Kent Music Report)             | 63             |
| Ireland (IRMA)                            | 23             |
| Nueva Zelanda (Recorded Music NZ)         | 40             |
| Reino Unido (UK Singles Chart)            | 43             |
| Estados Unidos (Billboard Hot 100)        | 21             |
| US Hot Mainstream Rock Tracks (Billboard) | 1              |

| Predecesor: «Kyrie» de Mr. Mister | Hot Mainstream Rock Tracks sencillo número uno 8 de febrero de 1986 – 15 de febrero de 1986 | Sucesor: «All the King's Horses» de The Firm |